# Белишево
Белишево (на сръбски: Белишево или Beliševo) е село в Югоизточна Сърбия, Пчински окръг, община Владичин хан.

## История
По време на българското управление в Поморавието в годините на Втората световна война, Панчо Хр. Воденичаров от Щип е български кмет на Белишево от 10 януари 1942 година до 2 април 1943 година. След това кмет е Теодоси М. Петков от Калтинец (3 юни 1943 - 18 декември 1943).

## Население
Според преброяването на населението от 2011 г. селото има 55 жители.

### Етнически състав
Данните за етническия състав на населението са от преброяването през 2002 г.
- сърби – 135 жители
- неизвестно – 1 жител